# 강재 (배우)
강재(본명: 이병용, 1979년 ~ )는 대한민국의 배우이다.

## 출연작

### 드라마
- 2007년 《골든타임 4분》 - 정인철 역
- 2004년 《불멸의 이순신》 - 사송아 역
- 2003년 《무인시대》 - 청년 최충헌, 야인 역